# Можаев, Александр Валентинович
Алекса́ндр Валенти́нович Можа́ев (род. 5 августа 1958, Орджоникидзе) — советский фехтовальщик (шпага), чемпион СССР (1980), двукратный чемпион мира (1979, 1981), призёр Олимпийских игр (1980). Мастер спорта СССР международного класса (1979). Заслуженный тренер России (1996). Награждён орденом Дружбы (1997).

## Биография
Александр Можаев родился 5 августа 1958 года в городе Орджоникидзе. В возрасте 14 лет начал заниматься фехтованием на шпагах под руководством Владимира Аракелова.
С конца 1970-х годов был одним из ведущих советских фехтовальщиков, входил  в сборную страны на крупнейших международных соревнованиях. В 1980 году на Олимпийских играх в Москве завоевал бронзовую медаль в командном первенстве. В 1981 году на чемпионате мира в Клермон-Ферране стал чемпионом мира в командных соревнованиях и серебряным призёром в личном турнире.
В 1984 году готовился принять участие в Олимпийских играх в Лос-Анджелесе, но не смог там выступить, так как политическое руководство СССР приняло решение о бойкоте этих Игр советскими спортсменами. На соревнованиях «Дружба-84», проходивших в июле 1984 года в Будапеште, стал бронзовым призёром в командном зачёте.
В 1989 году завершил свою спортивную карьеру. В дальнейшем занимался тренерской деятельностью в ЦСКА, в 1996 году был главным тренером мужской сборной команды России по фехтованию на шпагах на Олимпийских играх в Атланте. Среди его учеников — олимпийский чемпион Александр Бекетов и призёр Олимпийских игр Валерий Захаревич.